# Португальський Цейлон
Португальський Цейлон (порт. Ceilão Português, синг. පෘතුගීසි ලංකාව Puruthugisi Lankawa, там. போர்த்துக்கேய இலங்கை Porthukeya Ilankai) — період історії Шрі-Ланки, що характеризується пануванням Португалії над значною частиною території острова. Його початком вважається перше відвідування острова португальцями в 1505 році, а закінченням - взяття голландцями в 1658 році останнього португальського опорного пункту в Азії: порту Негапатам.

## Португальське завоювання прибережних районів Шрі-Ланки
Португальці вперше відвідали острів Шрі-Ланка в 1505 році. Переконавшись в прибутковості місцевої експортної торгівлі, португальська влада Гоа взяли курс на будівництво факторій на узбережжі, які поступово повинні були стати опорними пунктами для військового захоплення острова. У 1518 році на острів була спрямована португальська місія (на чолі з Лопу Суаріш ді Албергарія) для встановлення з найбільш великою і могутньою місцевою державою - Котте. Переговори завершилися тим, що португальцям дозволили побудувати торговельну факторію поблизу столиці і обіцяли щорічні поставки кориці як плату за обіцяну допомогу правителю Котте в його боротьбі за верховну владу на острові.
У 1521 році цар Котте був убитий своїми трьома старшими синами, незадоволеними тим, що їх батько оголосив спадкоємцем престолу молодшого - четвертого - брата. Після вбивства Віджаябаху його держава розпалася на три ворогуючих між собою об'єднання з центрами в Котте, Сітаваці і Райагамі. Так як район міста Котте був основним районом виростання коричного дерева, то він представляв найбільший інтерес для португальців, зацікавлених в експортній торгівлі корицею. Португальці постаралися отримати міцні позиції при дворі цього князівства, і підтримали його правителя Бхуванаікабаху своїм флотом.
У 1530-х роках на Шрі-Ланці посилилася держава Сітавака, володар якого - Маядунне - вирішив захопити і Котте. Однак перевага військової техніки португальців забезпечило перемогу правителю Котте, і Маядунне був змушений просити миру. Бхуванаікабаху дав дозвіл католицьким місіонерам - францисканцям на будівництво на території Котте католицьких храмів і вільну пропаганду християнського віровчення серед населення. Самого Бхуванаікабаху не вдалося схилити до зміни віри, проте його залежність від «союзників» все більш збільшувалася.
Так як у Бхуванаікабаху не було синів, то Маядунне - наступний за старшинством брат царя - згідно сингальської традиції мав усі підстави розраховувати на проголошення його спадкоємцем. Однак в 1540 році Бхуванаікабаху оголосив спадкоємцем престолу Котте свого онука Дхармапалу (сина його дочки Самудрадеві), і направив посольство в Лісабон до двору португальського короля Жуана III з метою отримати його схвалення і благословення. У 1543 році португальський король урочисто коронував надіслану йому золоту статую Дхармапали, санкціонувавши тим самим настільки незвичайний і безпрецедентний для Шрі-Ланки порядок престолонаслідування.
У 1540-х роках почалося втручання Португалії у внутрішні справи держави Джафна. Активна місіонерська діяльність католицьких священників серед населення Таміла привела до створення численної тамільської християнської громади на північному та північно-східному узбережжі острова.
У 1550-х роках в ході військових дій між Котте і Сітавакою був убитий правитель Котте - Бхуванаікабаху. Маядунне - правитель Сітаваки - оголосив себе законним спадкоємцем і послав війська до столиці; португальці, за підтримки значної частини знаті, проголосили правителем Дхармапалу. Регентом до досягнення царем повноліття був призначений батько Дхармапали - Відіє Бандара. Об'єднані Сингало-португальські війська вигнали Маядунне з території Котте і вступили на землю Сітаваки. Маядунне втік, кинувши столицю напризволяще. Союзні війська припинили переслідування і повернулися в Котте.
Відіє Бандара, пішовши на поступку португальцям і прийнявши католицтво, спрямував зусилля на зменшення військової присутності португальців в Котте і їх політичного тиску. У 1553 році він підняв повстання проти засилля португальців, яке підтримав Маядунне, і в результаті спільної бойової операції Котте і Сітаваки португальці були відкинуті на узбережжі. Однак Маядунне, побачивши в Відіє Бандарі суперника, поспішив вступити в союз з розбитими португальськими частинами і розгромив військо Відіє Бандара.
Ставленик португальців на престолі Котте - Дхармапал - в 1557 році був звернений в католицтво, і на доказ істинності своєї нової віри конфіскував всі землі буддійських і індуїстських монастирів, передавши їх як дарунок францисканським монахам. Втративши в результаті подібних акцій підтримку своїх підданих, Дхармапал був змушений в 1565 році піти за португальцями, залишили Котте перед наступаючими військами Маядунне, і влаштуватися в португальському форті Коломбо, ставши таким чином володарем без держави.
У 1560 році, в результаті португальської військової експедиції під проводом Андре Фуртадо де Мендоси, в місті Джафна було засновано військове поселення, а португальська ставленик Ітіріманн Чинка став королем держави Джафна, погодившись натомість на регулярну виплату данини португальській владі Котте. Рік потому індіустська тамільська верхівка організувала змову, і Ітіріманн Чинка був змушений втекти до португальського форт. Португальські війська жорстоко розправилися з учасниками змови, і знову помістили на трон свого ставленика.
У 1574 році португальці виступили ініціаторами укладання шлюбного союзу між Дхармапалою і принцесою з східноланкійської держави Канді. Угледівши в цьому шлюбі загрозу потенційного військового союзу португальців і кандійців, правитель Сітаваки рушив свою армію в похід на Канді. Похід був перерваний раптовим нападом португальської ескадри на південно-західне узбережжя. Португальські війська заглибились на територію Сітаваки, розгромили і розграбували безліч сингальських сіл, буддійських монастирів та індійських храмів. Коли Раджасінха в 1578 році вдруге організував військову експедицію проти Канді, португальська ескадра повторила свою вилазку з порту Коломбо.
У 1570-х роках португальці побудували ще один форт на південно-західному узбережжі - Ґалле. Їх опорними пунктами на острові також стали Тринкомалі і Баттікалоа на сході, і Путталам на північному заході. Дворічна облога Коломбо, розпочата Раджасінхою, не дала бажаних результатів, оскільки сингальська армія була не в силах перешкодити регулярному прибуттю португальських кораблів з Гоа.
У 1580 році Дхармапал оголосив у Коломбо, що заповідає всі юридично підвладні йому території португальській короні. У 1590-х роках португальці істотно розширили підвладні їм райони, і контролювали велику частину Шрі-Ланки. Номінальним правителем Котте, куди була включена і територія Сітаваки, став Дхармапал. Після смерті Дхармапала в 1597 році португальський генерал-капітан на Цейлоні дон Ієронімо де Азеведу підписав конвенцію з намісниками всіх провінцій Котте, згідно з якою король Португалії Філіп I був офіційно проголошений королем португальських володінь на Цейлоні.
Після смерті Ітіріманна Чінкама в 1615 році в державі Джафна розгорілася боротьба за право успадкування. Влада була захоплена Санкілі Кумарою, який усунув усіх претендентів на престол і зажадав у португальців визнати його регентом при трирічному синові Ітіріманна Чінкамом. Португальці пішли на це з умовою надання свободи пересування і дій португальським католицьким священикам по території Джафни, а також щорічної виплати данини.
У 1618 році проти Санкілі Кумари була організована змова групою християн, придушуючі яку, правитель Джафни запросив на допомогу війська з південноіндійського князівства Танджур, а також запросив військову допомогу від голландців, які влаштувалися в ряді факторій на узбережжі Південної Індії. Дізнавшись про це, португальці у 1619 році спорядили експедицію в Джафну і захопили Санкілі в полон. З 1620 року в Джафні стало здійснюватися пряме колоніальне управління. Таким чином, наприкінці XVI - на початку XVII століть південно-західні і північні частині Шрі-Ланки опинилися під контролем португальців; незалежність зберігала лише держава Канді, розташована у важкодоступних центральних районах острова.

## Взаємовідносини португальців з державою Канді
У 1594 португальська влада організувала військову експедицію в центральні райони острова з метою підпорядкувати Кандійську державу і посадити на престол свою ставлениця - Кандійську принцесу Кусумасанадеві, що увійшла в історію під ім'ям Дони Катаріни. Португальці, керовані Педро Лопесом де Соусою, були зустрінуті Кандійською армією під проводом Конаппу Бандара, і зазнали нищівної поразки в битві при Ганноруве. Захоплена в полон Дона Катаріна стала дружиною переможця, який правив у Канді до 1604 року, прийнявши ім'я Вімала Дхарма Сурія I. Проведена ним внутрішня політика, продовжена його наступником Сенератом (1604-1635) була спрямована на посилення економічної та військової могутності Кандійської держави. Особлива увага приділялася зміцненню кордонів, на яких було побудовано значне число фортифікаційних споруд.
Метою Кандійських правителів було збереження миру з португальцями на будь-яких умовах. Португальська ж сторона, прагнула оволодіти природними багатствами центральної частині острова і портами на північно-східному узбережжі, здійснювала постійні спустошливі рейди вглиб Кандійської території. У 1617 році між Португалією і Канді був укладений договір, згідно з яким португальська сторона визнавала Сенерата правителем Канді, Кандійська ж сторона - права португальців на управління прибережними районами острова. Кандійци погоджувалися виплачувати щорічну данину і не впускати у внутрішні райони ворожі португальцям сили. Однак, незважаючи на умови договору, португальці незабаром зайняли великий Кандійський порт Тринкомалі. У відповідь новий Кандійський правитель Раджасінгха II став здійснювати постійні вилазки на підвладні португальцям території.
У 1620-1630-х роках португальці організували кілька військових експедицій на територію Канді, але їм не вдалося утримати захоплених позицій, і в 1630 році португальська армія, якою командував Костянтин де Саа, була розбита і майже повністю знищена. У 1633 році португальська влада уклали з Кандійським правителем новий мирний договір, за умовами якого Кандійська сторона зберігала за собою всю колишню територію, але зобов'язалася як і раніше виплачувати португальцям данину; також за умовами договору до португальців відійшов важливий стратегічний пункт на східному узбережжі острова - форт Баттікалоа.

## Португальське управління підконтрольними територіями
Спочатку португальське населення торгових факторій було нечисельне, вело замкнутий спосіб життя, що будувалося за зразками метрополії, і вплив його на навколишню територію був вкрай обмеженим. З завоюванням південного заходу і півночі острова влада португальців охопила значні території прибережної зони. Нечисленність власне португальського населення, а також прагнення знайти соціальну опору серед місцевої верхівки привели до того, що провінційне управління було практично повністю збережено за сингальськими і тамільськими елітами. Португальці монополізували лише центральний апарат влади.
На чолі колоніальної адміністрації на Шрі-Ланці стояв португальська генерал-капітан, який підпорядковувався, в свою чергу, португальському віце-королю в Гоа. Поступово Гоаська адміністрація поставила під контроль діяльність колоніальної влади на Шрі-Ланці, вивівши з-під ведення останніх ключову ланку колоніального управління - департамент фінансів, голова якого став підпорядковуватися безпосередньо віце-королю. Керівництво ж військовим і податковим управлінням було залишено за генерал-капітаном.
Колоніальні війська були вкрай неоднорідними за своїм соціальним і етноконфесійним складом. Головнокомандувач і вищі офіцери призначалися віце-королем в Гоа і формували військові підрозділи з найманців. Частина солдатів португальської армії набиралася в самій метрополії - як правило, з найбідніших верств селянства, міських низів, каторжників і декласованих елементів. Значний прошарок становили індійці з Гоа і африканці. Крім цього, португальська влада нерідко бували змушені покладатися на війська правителів місцевих держав.
Португальці вели активну кампанію за зверненням місцевого населення в католицтво. З 1543 року на острові почала діяти францисканська місія, а до кінця португальського правління на Шрі-Ланці діяли ще єзуїти, домініканці і августинці. Португальці негативно ставилися до представників усіх місцевих релігій, однак їх політика щодо різних етноконфесійних груп була неоднаковою. Найбільшому переслідуванню піддавалися «маври», в руках яких була зосереджена внутрішня і зовнішня торгівля країни.
Португальці поступово зосередили у своїх руках контроль над збором кориці в прибережних районах і наступними експортними операціями. У 1590-х роках Коломбо був оголошений єдиним портом, через який могла легально здійснюватися експортна торгівля корицею. У 1595 році експорт кориці став монополією генерал-капітана Коломбо, який повинен був щорічно продавати португальській короні встановлену її кількість за твердими цінами. Однак в 1614 році з метою стабілізації цін на корицю було вирішено зробити торгівлю нею державною монополією. Всі коричні дерева, в тому числі ті, що знаходилися на землях сільських громад, були оголошені власністю португальського короля, і збір кори коричного дерева приватними особами став каратися стратою.
Португальці виявили значний інтерес і до інших експортних культур Шрі-Ланки, насамперед до перцевої ліані і арекової пальми. Однак експорт чорного перцю і горіхів арека не був монополією португальської влади, а здійснювався індійськими купцями; колоніальна адміністрація лише стягувала з них експортне мито. Великі доходи надходили в португальську казну від цілого ряду промислів, що були монополією португальського короля; серед них найбільш важливими були видобуток перлів, видобуток і обробка дорогоцінного каміння, вилов слонів.

## Голландське завоювання португальських володінь
У 1602 році в Батавії (на острові Ява) була утворена Голландська Ост-Індійська компанія. Португалія, яка перебувала в цей час під владою іспанської корони, брала участь в боротьбі проти повсталих нідерландських провінцій, тому Голландська Ост-Індська компанія стала поширювати свій вплив на колишні португальські колонії і залежні території в Південно-Східній Азії та Африці.
У пошуках союзників для боротьби з Португалією Голландія підтримала оборонні зусилля Кандійської держави. Переговори між двома країнами завершилися договором про спільні бойові діях проти португальської армії на Шрі-Ланці; за це Голландія отримала монопольне право закупівлі Кандійської кориці. Дізнавшись про Кандійсько-голландські переговори, португальці почали бойові дії проти союзних військ. До 1639 року голландські і Кандійські війська відвоювали у португальців Тринкомалі і Баттікалоа; Голландська Ост-Індська компанія домоглася від Канді права на розміщення в них голландських гарнізонів і фактично перетворила ці порти в опорні бази своїх збройних сил на острові. У 1640 році Кандійської-голландські сили взяли штурмом Негомбо і Галле на південно-західному узбережжі острова, де голландцям також вдалося затвердити свою військову присутність.
Падіння влади іспанських Габсбургів в Португалії і укладення миру між Голландією і Португалією в Європі змусило голландців порушити умови договору з Кандійською стороною і призупинити подальший наступ на португальські володіння на Шрі-Ланці. У 1644 році був укладений договір про перемир'я, за умовами якого португальська і голландська сторона зобов'язалися не відновлювати військових дій на острові і поділити захоплену південно-західну частину Шрі-Ланки між собою. У 1645 році договір про перемир'я був доповнений підписанням у Галле угоди, що передбачала надання взаємної військової допомоги у разі нападу з боку Канді.
У 1652 році мир між Голландією і Португалією в Європі був порушений, що послужило сигналом для відновлення військових дій і на Шрі-Ланці. Голландцям вдалося знову налагодити відносини з Раджасінгхой II і з його допомогою повісті рішучий наступ на позиції португальців. У 1656 році, після семимісячної облоги, розпочатої спільно Кандійськими та голландськими військами, здався Коломбо. Потім голландські війська захопили Джафну, а потім захопили всі опорні пункти португальців в Індії. У 1658 році пав останній португальська форт в цій частині світу - Негапатам.